# Fórmulas de la mitad del lado

Triángulo esférico

En trigonometría esférica, las fórmulas de la mitad del lado relacionan los ángulos y las longitudes de los lados de un triángulo esférico, que son los triángulos formados por tres circunferencias máximas en la superficie de una esfera, y por lo tanto, tienen lados curvos y no obedecen a las fórmulas de los triángulos planos.

## Fórmulas
En una esfera unitaria, las fórmulas del centro del lado son
{\displaystyle {\begin{aligned}\tan \left({\frac {a}{2}}\right)&=R\cos(S-A)\\[8pt]\tan \left({\frac {b}{2}}\right)&=R\cos(S-B)\\[8pt]\tan \left({\frac {c}{2}}\right)&=R\cos(S-C)\end{aligned}}}
donde
- a, b, c son las longitudes de los lados respectivamente opuestos a los ángulos A, B, C,
- {\displaystyle S={\frac {1}{2}}(A+B+C)} es la semisuma de los ángulos, y
- {\displaystyle R={\sqrt {\frac {-\cos S}{\cos(S-A)\cos(S-B)\cos(S-C)}}}.}

Las tres fórmulas son realmente la misma fórmula, con los nombres de las variables permutados.
Para generalizar a una esfera de radio arbitrario r, las longitudes a, b, c deben reemplazarse por
- {\displaystyle a\rightarrow a/r}
- {\displaystyle b\rightarrow b/r}
- {\displaystyle c\rightarrow c/r}

de modo que a, b, c tienen escalas de longitud, en lugar de escalas angulares.